# Deon Minor
Deon Minor, född den 22 januari 1973, är en amerikansk före detta friidrottare som tävlade i kortdistanslöpning främst 400 meter. 
Minor var framgångsrik som junior och vann guld på 400 meter vid VM för juniorer 1992. Som senior deltog han vid två VM-inomhus. Båda gångerna (1997 och 1999) blev han utslagen i semifinalen på 400 meter men vann guld som en del av stafettlaget på 4 x 400 meter.

## Personliga rekord
- 400 meter - 44,75 från 1992